# Patryk Peda
Patryk Peda (Zalesie Górne, 16 aprile 2002) è un calciatore polacco, difensore del Palermo e della nazionale polacca.

## Carriera

### Club
È cresciuto nel settore giovanile del Legia Varsavia. Nel 2019 si trasferisce alla SPAL.
Il 18 settembre 2021 ha esordito in Serie B con gli estensi, disputando l'incontro perso per 2-1 la Reggina. Il 22 ottobre 2022 segna la sua prima rete con gli estensi, nonché prima in serie B, nel successo per 5-0 contro il Cosenza.
Il 1º settembre 2023 viene acquistato dal Palermo, che, contestualmente, lo lascia in prestito agli estensi per la stagione 2023-2024. A fine stagione, in cui ha pure indossato la fascia di capitano degli estensi, dopo 23 presenze e 3 gol con la maglia biancazzurra torna al Palermo.
Tuttavia coi rosanero trova poco spazio, perciò il 25 gennaio 2025 viene ceduto in prestito alla Juve Stabia.

### Nazionale
Dopo avere rappresentato le selezioni giovanili polacche, il 5 ottobre 2023 viene convocato per la prima volta in nazionale maggiore, con cui ha esordito 7 giorni dopo nel successo per 0-2 in casa delle Fær Øer nelle qualificazioni per Euro 2024.

## Statistiche

### Presenze e reti nei club
Statistiche aggiornate al 25 maggio 2025.
| Stagione        | Squadra         | Campionato      | Campionato | Campionato | Coppe nazionali | Coppe nazionali | Coppe nazionali | Coppe continentali | Coppe continentali | Coppe continentali | Altre coppe | Altre coppe | Altre coppe | Totale | Totale | Totale |
| Stagione        | Squadra         | Comp            | Pres       | Reti       | Comp            | Pres            | Reti            | Comp               | Pres               | Reti               | Comp        | Pres        | Reti        | Pres   | Reti   |        |
| --------------- | --------------- | --------------- | ---------- | ---------- | --------------- | --------------- | --------------- | ------------------ | ------------------ | ------------------ | ----------- | ----------- | ----------- | ------ | ------ | ------ |
| 2021-2022       | SPAL            | B               | 13         | 0          | CI              | 0               | 0               | -                  | -                  | -                  | -           | -           | -           | 13     | 0      |        |
| 2022-2023       | SPAL            | B               | 21         | 1          | CI              | 1               | 0               | -                  | -                  | -                  | -           | -           | -           | 22     | 1      |        |
| 2023-2024       | SPAL            | C               | 23         | 3          | CI-C            | 2               | 0               | -                  | -                  | -                  | -           | -           | -           | 25     | 3      |        |
| Totale SPAL     | Totale SPAL     | Totale SPAL     | 57         | 4          |                 | 3               | 0               |                    | -                  | -                  |             | -           | -           | 60     | 4      |        |
| 2024-gen. 2025  | Palermo         | B               | 1          | 0          | CI              | 2               | 0               | -                  | -                  | -                  | -           | -           | -           | 3      | 0      |        |
| gen.-giu. 2025  | Juve Stabia     | B               | 10+3       | 0          | CI              | -               | -               | -                  | -                  | -                  | -           | -           | -           | 13     | 0      |        |
| Totale carriera | Totale carriera | Totale carriera | 71         | 4          |                 | 5               | 0               |                    | -                  | -                  |             | -           | -           | 76     | 4      |        |

### Cronologia presenze e reti in nazionale
| Cronologia completa delle presenze e delle reti in nazionale ― Turchia | Cronologia completa delle presenze e delle reti in nazionale ― Turchia | Cronologia completa delle presenze e delle reti in nazionale ― Turchia | Cronologia completa delle presenze e delle reti in nazionale ― Turchia | Cronologia completa delle presenze e delle reti in nazionale ― Turchia | Cronologia completa delle presenze e delle reti in nazionale ― Turchia | Cronologia completa delle presenze e delle reti in nazionale ― Turchia | Cronologia completa delle presenze e delle reti in nazionale ― Turchia |
| Data                                                                   | Città                                                                  | In casa                                                                | Risultato                                                              | Ospiti                                                                 | Competizione                                                           | Reti                                                                   | Note                                                                   |
| ---------------------------------------------------------------------- | ---------------------------------------------------------------------- | ---------------------------------------------------------------------- | ---------------------------------------------------------------------- | ---------------------------------------------------------------------- | ---------------------------------------------------------------------- | ---------------------------------------------------------------------- | ---------------------------------------------------------------------- |
| 12-10-2023                                                             | Tórshavn                                                               | Fær Øer                                                                | 0 – 2                                                                  | Polonia                                                                | Qual. Euro 2024                                                        | -                                                                      |                                                                        |
| 15-10-2023                                                             | Varsavia                                                               | Polonia                                                                | 1 – 1                                                                  | Moldavia                                                               | Qual. Euro 2024                                                        | -                                                                      |                                                                        |
| 17-11-2023                                                             | Varsavia                                                               | Polonia                                                                | 1 – 1                                                                  | Rep. Ceca                                                              | Qual. Euro 2024                                                        | -                                                                      | 58’ 85’                                                                |
| Totale                                                                 |                                                                        | Presenze                                                               | 3                                                                      |                                                                        | Reti                                                                   | 0                                                                      |                                                                        |